# 崔家南湾墓群
崔家南湾墓群，位于中国甘肃省酒泉市肃州区，为一个省级文物保护单位，类型为古墓葬。
崔家南湾墓群的历史年代为魏、晋。